# Pracownik miesiąca (film 2006)
Pracownik miesiąca (ang. Employee of the Month) – amerykańska komedia z 2006 roku w reżyserii Grega Coolidge'a. Wyprodukowany przez Lionsgate.
Światowa premiera filmu miała miejsce 6 października 2006 roku, natomiast w Polsce premiera odbyła się 20 kwietnia 2007 roku.

## Opis fabuły
Szefowie supermarketu kolejny raz organizują konkurs na „Pracownika miesiąca”. Faworytem jest wielokrotny zdobywca tego tytułu, kasjer Vince Downey (Dax Shepard), którego cechuje punktualność, sumienność i uwielbienie ze strony klientek. W tym samym markecie zatrudniony jest pakowacz Zack Bradley (Dane Cook), który mógłby pretendować najwyżej do miana „Najgorszego pracownika”, ale za to lubią go koledzy. Okazuje się jednak, że nagrodą w konkursie jest randka z nową kasjerką, Amy (Jessica Simpson). Wtedy Zack uświadamia sobie, że warto powalczyć o tak atrakcyjną nagrodę.

## Obsada
- Dane Cook jako Zack Bradley
- Jessica Simpson jako Amy Renfro
- Dax Shepard jako Vince Downey
- Andy Dick jako Lon Neilson
- Brian George jako Iqbal Raji
- Harland Williams jako Russell Porpis-Gunders
- Efren Ramirez jako Jorge Mecico
- Sean Whalen jako Dirk Dittman
- Marcello Thedford jako Semi
- Tim Bagley jako Glen Garry
- Danny Woodburn jako Glen Ross